# 山本鉄弥
山本 鉄弥（やまもと てつや、1946年4月26日 - 2007年1月26日）は、北海道亀田郡椴法華村出身のアマチュア野球指導者。鹿部町立鹿部中学校の監督として元プロ野球選手の盛田幸妃・元社会人野球選手の工藤寿・上野将吾・森広泰昌・競輪選手の菊地圭尚を指導し、北海道知内高等学校の監督として同校を町立高校として史上初めてセンバツ第65回大会出場に導いた。

## 来歴
北海道教育大学卒業後の1969年に中学校教員となり、鹿部町立鹿部中学校に赴任。高校・大学での野球経験はないながらも監督を務め、全国中学校軟式野球大会へと導く。
その後は高校教員に転じて1989年に北海道知内高等学校に赴任し、監督に就任。1990年春季北海道大会函館支部予選で初優勝を果たし、1991年秋季北海道大会函館支部予選まで6季連続支部優勝を果たす。1990年秋季北海道大会で初勝利、1991年春季北海道大会でベスト4、1991年南北海道大会函館支部予選で函館支部の強豪函館大学付属有斗高等学校と対戦し9回2死から4－3で逆転サヨナラ勝ち、1992年秋季北海道大会で準優勝、1993年選抜高等学校野球大会で同校を町立高校として初の甲子園出場、1994年春季北海道大会で準優勝、1997年南北海道大会でベスト4、1998年春季北海道大会でベスト4，2004年秋季北海道大会でベスト4と北海道大会で同校を活躍に導いた。
2006年中期ごろから体調を崩しはじめ、2007年1月26日午前6時28分、以前患っていた大腸ガンの転移による肝臓ガンがきっかけで呼吸器不全を起こし急逝。60歳没。